# 海軍戦争検討会議記録
海軍戦争検討会議記録（かいぐんせんそうけんとうかいぎきろく）とは、1945年（昭和20年）12月22日から翌1946年（昭和21年）1月23日にかけて、第二復員省（旧海軍省）に太平洋戦争開戦前後の日本海軍の首脳メンバーが一堂に会し、4回にわたって「特別座談会」という名の会議をひらき、開戦の経緯を中心に戦争の総括をおこなった際の記録。のちに新名丈夫が編纂して出版された。

## 概要
会議の目的は、日本海軍がなぜ太平洋戦争に突入したかを検討することであった。出席者は、毎回出入りはあるものの、
- 永野修身（軍令部総長、海軍兵学校28期、元帥海軍大将）
- 及川古志郎（海軍大臣、31期、海軍大将）
- 岡敬純（海軍省軍務局長、39期、海軍中将）
- 豊田貞次郎（外務大臣、33期、海軍大将）
- 吉田善吾（海軍大臣、32期、海軍大将）
- 井上成美（海軍次官、37期、海軍大将）
- 近藤信竹（軍令部次長、35期、海軍大将）
- 沢本頼雄（海軍次官、36期、海軍大将）

など全部で29名であった。
日独伊三国軍事同盟成立に際して「（同盟が）出来た時の気持は、他に方法がないということだった」「陸軍はクーデターを起こす可能性あり。ひいては国内動乱の勃発を憂慮せられたり」と述べる豊田、及川に対し、英米派の井上は
「先輩を前にして甚だ失礼ながら、敢えて一言す」として「海軍が陸軍に追随せし時の政策は、ことごとく失敗なり。二・二六事件を起こす陸軍と仲よくするは、強盗と手を握るが如し。同盟締結にしても、もう少ししっかりしてもらいたかった。陸軍が脱線する限り、国を救うものは海軍より他にない。内閣なんか何回倒してもよいではないか」と批判している。
また、井上が日独伊三国軍事同盟成立時の海軍大臣であった及川に「何故、海軍は戦えません、とはっきり言わなかったのか」と質したのに対し、及川は日本海海戦の英雄東郷平八郎元帥の怒鳴り込みにおびえたと答えている。
記録は英訳されて連合国軍総司令部（GHQ）に届けられたといわれている。開戦時の真相を知り、軍部の戦争責任を考えるための歴史資料として重要であるが、問題点としては、出版後、海軍善玉・陸軍悪玉という風潮（陸軍悪玉論）をつくりあげるのに一役買ってしまったことが掲げられる。

## 「記録」の出版
この記録は、元々部外に出すつもりはなかったといわれており、後年に新名丈夫（毎日新聞社で海軍記者だった）が発掘し、編さん出版した。
- 『海軍戦争検討会議記録』（毎日新聞社、1976年12月）
- 新版『海軍戦争検討会議記録　太平洋戦争開戦の経緯』（角川新書、2022年）

## 海軍反省会
海軍反省会は、1980年（昭和55年）より11年間、旧日本海軍軍令部将校が中心となって秘密に集まっていた会合である。この会の記録は2009年8月に「日本海軍　400時間の証言」としてNHKで放送された。